# La Morera de Montsant
La Morera de Montsant es un municipio y localidad española de la provincia de Tarragona, en la comunidad autónoma de Cataluña. El término municipal, ubicado en la comarca de El Priorato, tiene una población de 138 habitantes (INE 2024).

## Historia

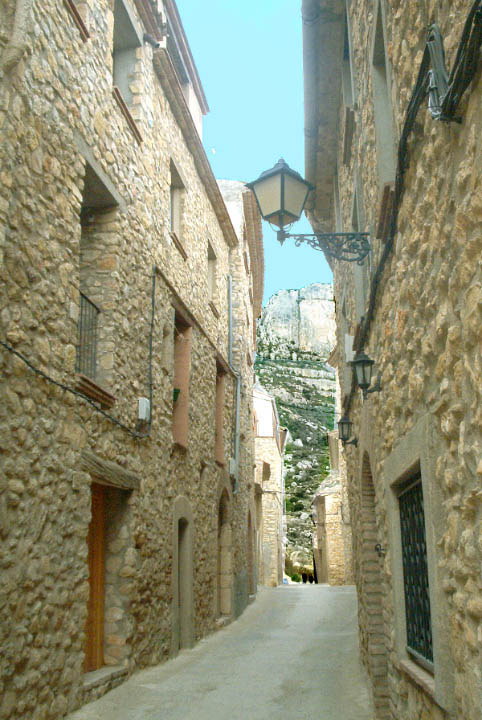
Calle de La Morera de Montsant

Se cree que la población es de origen árabe. En 1170, Albert de Castellvell, señor de Siurana y de las tierras de la Morera, cedió su señoría a Arnau de Salfores y a su familia para que se encargaran de la repoblación del lugar. La actividad repobladora de esta familia fue mínima, ya que únicamente fundaron una granja que más tarde se convertiría en el monasterio femenino de Bonrepòs.
En 1194, la reina Sancha de Castilla retiró el señorío a los Salfores para entregárselo a Ramon d'Obac aunque la donación fue temporal ya que muy pronto las tierras volvieron a estar en manos del monasterio de Bonrepòs. Al fundarse la cartuja de Escaladei, el rey Jaime I les traspasó la posesión de todas las tierras.
Durante la Guerra de la Independencia española sufrió diversos ataques. En 1810 las tropas napoleónicas incendiaron la iglesia parroquial y se destruyeron parte de los archivos municipales.
Hasta la reforma de la nomenclatura municipal de 1916 el municipio se llamaba simplemente La Morera. En dicha fecha su nombre fue modificado por el de La Morera de Montsent.

## Demografía
Cuenta con una población de 138 habitantes (INE 2024).
| Gráfica de evolución demográfica de La Morera de Montsant entre 1842 y 2021 |
| |
| Población de derecho según los censos de población del INE Población de hecho según los censos de población del INEEn estos censos se denominaba La Morera: 1842, 1857, 1860, 1877, 1887, 1897, 1900 y 1910 |

## Economía
La agricultura de secano es la base de la economía del pueblo. Destacan los cultivos de viña, olivo, avellano, almendro y cereal. La industria turística se está desarrollando con rapidez en el municipio que dispone de diversos establecimientos de hostelería.

## Cultura
No quedan apenas rastros del antiguo castillo que había dominado el pueblo. En 1954 se desmontó para empedrar las calles del municipio. La iglesia parroquial está dedicada a la Natividad de la Virgen. Conserva su portalada de estilo románico con tres arcos con dos columnas a cada lado, coronadas por capiteles. En el siglo XVIII se amplió la iglesia, dotándole de una planta de cruz latina.
Dentro del término municipal se encuentra, además de la cartuja de Escaladei y del monasterio de Bonrepòs, la ermita de Santa María. Se trata de un edificio de nave única y bóveda apuntada. En este lugar se intentó crear una comunidad de religiosos en dos ocasiones (1161 y 1210). La iniciativa fracasó y la pequeña comunidad terminó trasladándose a Bonrepòs.
Celebra su fiesta mayor el día 8, hasta el 11 de septiembre.